# Jean-Yves Bosseur
Jean-Yves Bosseur (Paris, 5 février 1947) est un compositeur, musicologue et écrivain français.

## Biographie
Bosseur étudie la composition avec Henri Pousseur et Karlheinz Stockhausen à Cologne de 1965 à 1968, à la Hochschule für Musik Köln, et reçoit son doctorat de philosophie d'esthétique de l'Université de Paris I.
Il a enseigné à Paris I (1974) et enseigne la composition au conservatoire de Bordeaux (2005–2013).
Il a composé plus de 200 œuvres et est réputé pour ses cours de musique de chambre.